# Henry Leaf
Henry Meredith Leaf (ur. 18 października 1862 w Scarborough, zm. 23 kwietnia 1931 w Charing Cross w Londynie) – brytyjski zawodnik racketsa, wicemistrz i brązowy medalista olimpijski.
Jeden raz startował w igrzyskach olimpijskich. W 1908 roku w Londynie zdobył srebrny medal w grze pojedynczej i brązowy w deblu (razem z Evanem Noelem).